# Coppa dei Campioni d'Africa 1969
La Coppa dei Campioni d'Africa 1969 è stata la quinta edizione del massimo torneo calcistico africano per squadre di club maggiori maschili.

## Risultati
Fonti:

### Turno preliminare
| Squadra 1         | Totale | Squadra 2         | Andata | Ritorno |
| ----------------- | ------ | ----------------- | ------ | ------- |
| Africa Sports     | 7 - 1  | Olympique Sportif | 5 - 1  | 2 - 0   |
| Young Africans    | 4 - 3  | Fitarikandro      | 4 - 1  | 0 - 2   |
| Saint Éloi Lupopo | [ 3 ]  | Cattin            |        |         |
| Hoga              | 3 - 4  | Burri             | 2 - 0  | 1 - 4   |

### Primo turno
| Squadra 1     | Totale | Squadra 2             | Andata | Ritorno |
| ------------- | ------ | --------------------- | ------ | ------- |
| Asante Kotoko | 6 - 2  | Patronage Sainte Anne | 5 - 1  | 1 - 1   |
| Al-Tahaddy    | 0 - 8  | Ismaily               | 0 - 5  | 0 - 3   |
| Burri         | 3 - 4  | Gor Mahia             | 2 - 4  | 1 - 0   |
| Caiman Douala | 1 - 3  | Saint Éloi Lupopo     | 0 - 0  | 1 - 3   |
| St. George    | 0 - 5  | Young Africans        | 0 - 0  | 0 - 5   |
| Secteur 6     | 1 - 8  | Étoile Lomé           | 1 - 5  | 0 - 3   |
| TP Englebert  | 4 - 3  | Africa Sports         | 2 - 1  | 2 - 2   |
| US FRAN       | 2 - 9  | Conakry II            | 2 - 7  | 0 - 2   |

### Quarti di finale
| Squadra 1     | Totale | Squadra 2         | Andata | Ritorno |
| ------------- | ------ | ----------------- | ------ | ------- |
| Asante Kotoko | 2 - 2  | Young Africans    | 1 - 1  | 1 - 1   |
| Ismaily       | 4 - 2  | Gor Mahia         | 3 - 1  | 1 - 1   |
| Conakry II    | 10 - 3 | Saint Éloi Lupopo | 7 - 2  | 3 - 1   |
| TP Englebert  | 4 - 2  | Étoile Lomé       | 4 - 1  | 0 - 1   |

### Semifinali
| Squadra 1     | Totale | Squadra 2  | Andata | Ritorno |
| ------------- | ------ | ---------- | ------ | ------- |
| Asante Kotoko | 4 - 5  | Ismaily    | 2 - 2  | 2 - 3   |
| TP Englebert  | 7 - 5  | Conakry II | 4 - 0  | 3 - 5   |

### Finali

#### Andata
| Kinshasa 22 dicembre 1969                                                                     | TP Englebert | 2 – 2                        | Ismaily | Stadio 20 maggio (80 000 spett.) |
| \| \| \| \| \| Tshinabu 8’ (rig.) Mukendi 42’ \| Marcatori \| 9’ Abdelrazak 11’ El-Sennari \| |              |                              |         |                                  |
|                                                                                               |              |                              |         |                                  |
| Tshinabu 8’ (rig.) Mukendi 42’                                                                | Marcatori    | 9’ Abdelrazak 11’ El-Sennari |         |                                  |

#### Ritorno
| Il Cairo 9 gennaio 1970                                                                  | Ismaily   | 3 – 1       | TP Englebert | Stadio Nasser (130 000 spett.) |
| \| \| \| \| \| Abougreisha 31’ Abdelrazak 70’ (rig.), 88’ \| Marcatori \| 52’ Kalonzo \| |           |             |              |                                |
|                                                                                          |           |             |              |                                |
| Abougreisha 31’ Abdelrazak 70’ (rig.), 88’                                               | Marcatori | 52’ Kalonzo |              |                                |